# Rajstopy

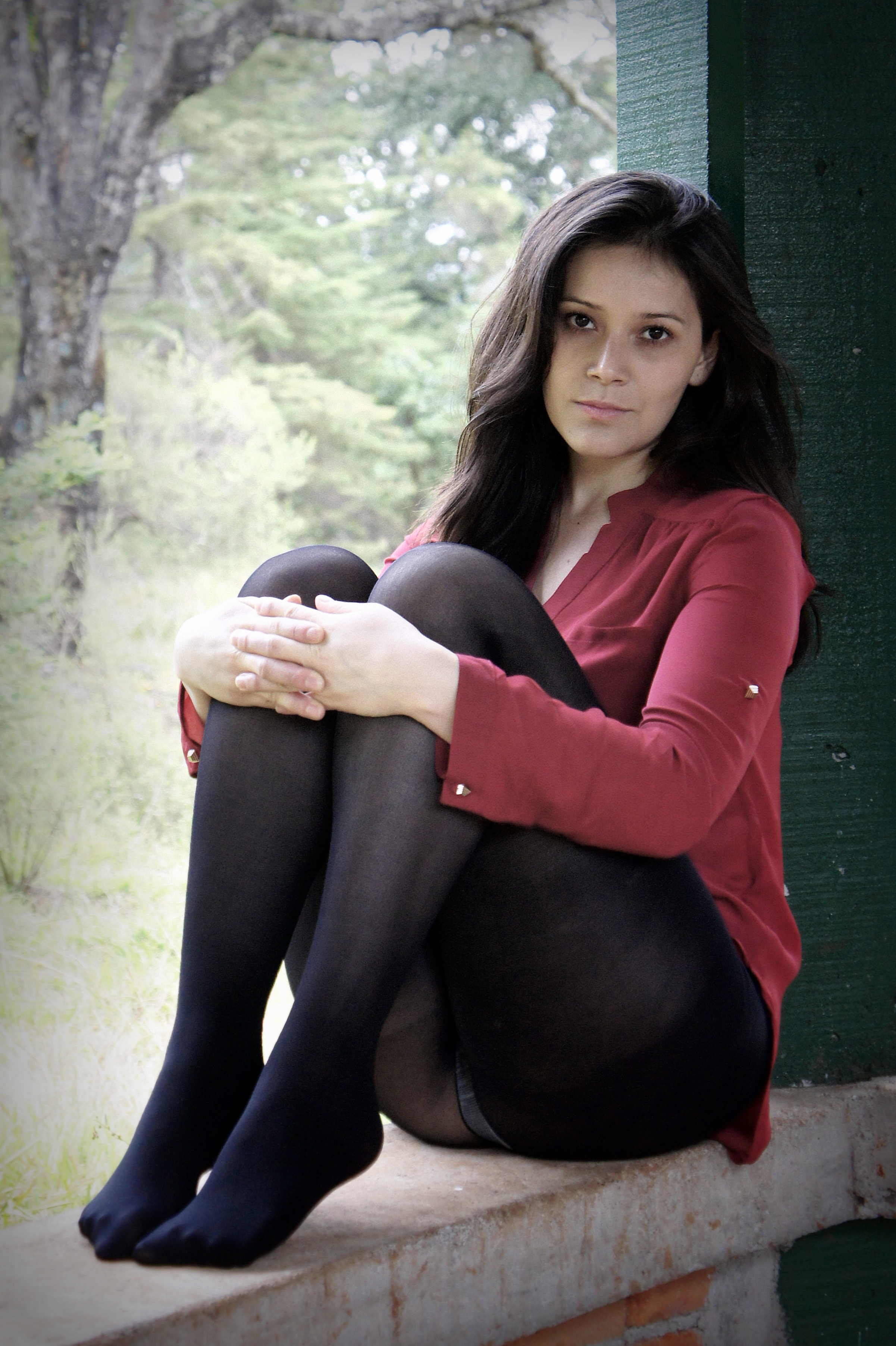
Kobieta w czarnych rajstopach.

Rajstopy (przestarzałe rajtuzy) – rodzaj garderoby noszonej – głównie przez kobiety – na nogach i dolnej części tułowia. Tym różnią się od pończoch, które okrywają tylko część nogi (zwykle do górnej części uda). Podobnie jak pończochy, mogą być produkowane z nylonu lub podobnych włókien sztucznych (w przypadku rajstop cienkich) lub materiałów naturalnych, jak np. bawełna. W rajstopach zwykle zawarty jest elastan, który nadaje im rozciągliwości. Współczesną wersję rajstop wynaleziono około 1960 roku.
Rajstopy, dostępne w szerokim zasięgu stylów, są numerowane według „denier (den)” albo „dtex”. Zakres sięga od 3 (bardzo cienkie) do 20 (standardowe) oraz 30 (półprzezroczyste), liczba den może jednak sięgać nawet powyżej 250. Oznaczenia „den” i „dtex” odnoszą się do masy przędzy w gramach, przy standardowej długości: dla den wynosi ona 9000 metrów, a dla dtex 10000 metrów. W ten sposób 1 Denier to 1g przędzy na 9000 metrów długości. Przyjmuje się, że rajstopy do 20 den uznawane są za „cienkie”, natomiast wykonane z mikrofiby od grubości 40 den uznaje się za rajstopy „kryjące”.
Rajstopy mają coraz to bogatszą paletę kolorów oraz wzorów, od rajstop w kolorze cielistym lub w odcieniach szarości do barw jasnych. Większość rajstop produkowana jest na bazie nylonu połączonego ze spandeksem, co nadaje im większą elastyczność.
Rajstopy w modzie mają standardową konstrukcję. W talii osadzona jest mocna gumka. Coraz częściej wykorzystywane są nowoczesne gumki, zapewniające większy komfort noszenia. Rajstopy dzielą się na majtkowe i bezmajtkowe. W majtkowych część przykrywająca biodra i palce jest wykonana z grubszego materiału, a w bezmajtkowych nie. Rajstopy bezmajtkowe, a także bezpalcowe najczęściej posiadają niewidoczne wzmocnienie charakteryzujące się innym rodzajem splotu. Klin (jeśli jest) bywa także zrobiony z grubszego materiału, najczęściej z bawełny.
W XVI wieku rajstopy były noszone przez mężczyzn, np. europejską arystokrację. Jednak ten trend zmienił się, gdy mężczyźni zaczęli nosić spodnie. Od XX wieku rajstopy są noszone głównie przez kobiety. Istnieje jednak grupa mężczyzn zafascynowanych rajstopami i noszącymi je z powodu ochrony termicznej oraz względów estetycznych. Początkowo były używane jedynie przez tancerki, ale upowszechniły się wraz z pojawieniem się minispódniczki w 1965 roku. Jednak w ostatnich latach zaczęto tworzyć wersje rajstop dla mężczyzn, w celu ogrzania nóg i ulepszenia krążenia krwi oraz przede wszystkim komfortu.
Rajstopy dziecięce (w odniesieniu do tej wersji ubrania częściej używa się nazwy „rajtuzy”) zazwyczaj wykonywane są z bawełny i są bardziej odporne na uszkodzenia od delikatnej dzianiny nylonowej.